# Гимназия Э. П. Шаффе
Же́нская гимна́зия Э. П. Ша́ффе — частная женская школа в Санкт-Петербурге.

## История
Гимназия была создана Эмилией Павловной Шаффе (25.09.1827 — 1906), происходившей из петербургской немецкой семьи. Учебное заведение, которое Шаффе бессменно возглавляла почти полвека (до 1906 года), прошло путь от школы-пансиона с характерным для него «семейным духом» до одной из лучших петербургских гимназий.
Свой пансион, открывшийся 15 января 1858 года, Шаффе называла «Maison d'Education» («Дом образования»). Она сама вела уроки; учебниками здесь почти не пользовались: каждый учебный предмет изучался со слов учителя, а затем материал закреплялся письменными упражнениями. Много времени уделялось прогулкам по городу, посещению музеев.
Сначала в пансионе было всего четыре ученицы, через полгода добавилось еще десять. В 1866 году при школе открылся подготовительный класс для малышей, где впервые был осуществлён опыт предметного обучения детей по картинкам. Для детального знакомства с идеями немецкого педагога Фрёбеля о дошкольном воспитании Шаффе отправила в Германию одну из своих бывших учениц, и вскоре открыла при школе детский сад, — один из первых в Петербурге. В 1869 году школа Шаффе получила статус перворазрядного учебного заведения. В 1882 году школа была преобразована в гимназию, перестав быть частной.
Э. П. Шаффе первой в Петербурге ввела в своей школе курсы физики, алгебры и геометрии.
Осенью 1918 года женская гимназия Э. П. Шаффе была объединена с мужской гимназией Карла Мая. В 1925 году — школа № 206 I и II ступени Василеостровского района; в 1935 — средняя школа №5; с 1964 — школа № 21. В разное время учениками бывших здесь учебных заведений были поэт Вадим Шефнер, композитор Андрей Петров, артист Георгий Жжёнов, химик А. Г. Морачевский.
Ныне здесь — школа № 21 и лингвистический центр.

### Здания
Участок на углу Большого проспекта и 5-линии Васильевского острова изначально был единым владением; на углу двух улиц находилось здание, в котором в середине XVIII века жил учёный Г. В. Рихман. 15 января 1858 года в угловом доме педагогом Эмилией Павловной Шаффе была открыта частная женская школа. В 1880-х годах она стала владелицей всего участка, а частное учебное заведение приобрело статус гимназии. К этому времени старый дом перестал соответствовать требованиям учебного заведения, было решено строить новое специальное здание, но сначала было перестроено здание дома 17:
- Большой проспект Васильевского острова, д. 17 (Дом А. А. Куракиной) (перестройка и приспособление под гимназию — архитектор В. А. Кенель расширил помещения, устроив большой зал и физический кабинет.
- 5-я линия Васильевского острова, д. 16. (1907 — К. К. Шмидт[3])

Оба здания являются выявленными объектами культурного наследия народов РФ .

## Выпускницы
- Валида Делакроа — выпуск 1917 года[5]
- Елена Станиславовна Хлемевская - выпуск 1917 года
- Ернштедт, Елена Викторовна[6], сестра П. В. Ернштедта
- Кареева (Верейская), Елена Николаевна (1886—1966), детская писательница, дочь историка Н. И. Кареева
- Ланцгоф (Браз), Лолла Эдуардовна — подруга Л. Д. Блок (Менделеевой), жена художника О. Э. Браз[7]
- Лансере, Екатерина Николаевна, дочь Л. Н. Бенуа
- Менделеева, Любовь Дмитриевна[8]
- Менделеева-Кузьмина, Мария Дмитриевна (1886—1952) — выпуск 1905 года[9]
- Шведе, Елизавета Евгеньевна (1894—1980)[10]
- Щетинина Мария Алексеевна (30.03.1852 г.р.) — выпуск 1868 года[11]

Здесь учились также дочери А. П. Киселёва, П. А. Авенариуса, А. Л. Бема, Тизенгаузена.

## Преподаватели
- Гревс, Иван Михайлович (история; 1884—1889)
- Кораблёв, Василий Николаевич (русский язык; с 1897)
- Нечаев, Александр Павлович[12] (география)
- Скобельцын, Владимир Владимирович (физика; 1890—1894)
- Страус, Оскар Эмильевич (физика)
- Фридолин, Пётр Петрович (история)

- Кампе, Анна Францевна (арифметика, классная надзирательница; с 1883 по 1912)[13]
- Ковалевская, Инна Владимировна (история, член Попечительского совета, мать епископа Иоанна-Нектария)[14]
- Мерцалова, Варвара Ивановна (русский язык; 1883—1897)
- Риттер, Терезия Ивановна (немецкий язык и география; с 1883 по 1909)
- Шаффе, Эмилия Павловна (немецкий язык, Закон Божий лютеранской веры)[15]